# オコナイ
オコナイとは、五穀豊穣を願って主に西日本の各地で年頭に行われる伝統行事である。
近畿地方を中心に中部地方から中国地方にかけて伝承されており、特に滋賀県の湖北地方と甲賀市で盛んである。内容は地域によって様々だが、搗いた餅を神仏に供え、その下がりを集落で分配するという儀礼を含むことが多い。古くは仏堂や寺院において行われてきたもので、のちに修正会と豊作祈願が習合して集落の年中行事に変化したと考えられる。
オコナイ（「行」「御構内」「神事」の表記）、おこないさん（「御神事」の表記）など、地方によって様々な呼称・表記がある。
内容は地域で差があるが、おおむね共通していることは、行事を務めるトウヤ（頭屋）を決め、ついた餅を地域の祈願寺や仏堂の本尊に供えること、法会を開き、シュウシという盃事をし、餅や供え物、祈祷札等を各戸に配布すること、次の当番へ引き継ぐこと等である。
行事への参加は男子に限り、トウヤは生まれた順に当たることが多く、トウヤを受けることは村の成員となるために必要なことであった。
滋賀県の甲賀地方では寺院を中心とし、一方、湖北地方では神社やトウヤ宅を中心とした村が多い。甲南町深川の区有文書には、浄福寺と浄土寺（廃寺）のオコナイの頭屋の差定（配役を決めて示し承認を得ること）が戦国時代から明治まで伝えられている。